# ستانيمير ميتيف
ستانيمير ميتيف (بالبلغارية: Станимир Митев)‏ هو لاعب كرة قدم بلغاري في مركز الوسط، ولد في 25 أكتوبر 1985 في بورغاس في بلغاريا. لعب مع OFC Pomorie ‏.

## وصلات خارجية
- ستانيمير ميتيف على موقع قاعدة بيانات كرة القدم.إي يو (الإنجليزية)